# Саньціншань
Саньціншань (гора Саньцін) (кит.: 三清山) — гора неподалік міста Шанжао в північно-східній частині провінції Цзянсі. Є святою горою для даосизму з історією понад 1600 років. Включено до списку Всесвітньої спадщини ЮНЕСКО 2008 року. З 2005 році оголошено національним парком.

## Опис
Ця гора утворилася в четвертинний період. Загальна площа складає 229,5 км² (12,2 км завдовжки з півночі на південь та 6,3 км завширшки зі сходу на захід), де центральна мальовнича частина займає 71 км² з численними високими піками, стародавніми деревамита, реліктовими рослинами (загалом 2300 видів) й рідкісними птахами, загалом присутні 400 видів хребетних тварин. Одним з найзначущих є подвоєний пік Юйцзин заввишки 1,816,9 м над рівнем моря.
Згори має форму листа водяної лілії, з ухилом з південного сходу на північний захід. Розташована в зоні частих і різких тенденціях гороформуваннях, тому Саньціншань характеризується численними розломами, дивовижними поєднаннями скель і виступами гірських порід. Через довгострокову ерозію природи, різні завалення під дією сили тяжіння утворюють гротескні хамрочосоподібні піки, що наче вирізані. Все утворюють вигляд чарівної природи, рідкісні пейзажі. Цьому сприяють долини та скелі, що розташовані поблизу.
Відомість Саньціншань приніс Ґе Хун, що був відомим даоським алхіміком, лікарем та вченим. Деякий час він тут займався даоськими практиками самовдосконалення та займався процесом створення пігулок безсмертя. Тому тривалий час ця гора вважалася священною серед даосів. На тепер залишилися окремі руїни релігійних споруд.